# Dziura w Miedzianym Kosturze II
Dziura w Miedzianym Kosturze II (Dziura w Miedzianym Kosturze) – jaskinia, a właściwie schronisko, w Dolinie Pięciu Stawów Polskich w Tatrach Wysokich. Wejście do niej znajduje się w ścianie Miedzianego Kostura, nad Hrubym Piargiem, powyżej Dziury w Miedzianym Kosturze I, na wysokości 1980 metrów n.p.m. Długość jaskini wynosi 5,5 metrów, a jej deniwelacja 2 metry.

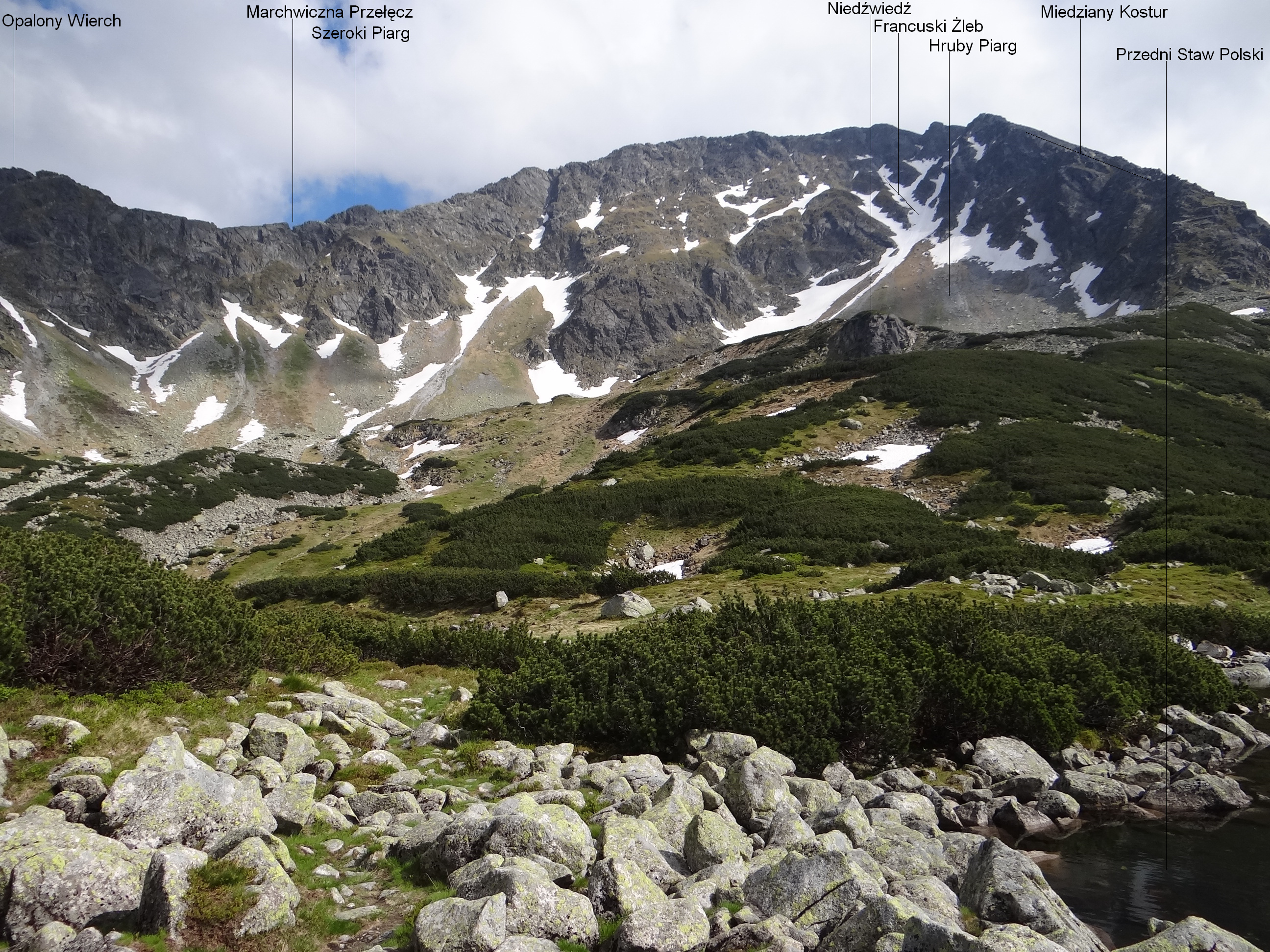
Po prawej Miedziany Kostur i Hruby Piarg

## Opis jaskini
Jaskinię stanowi idący do góry 5,5-metrowy korytarz zaczynający się w dużym otworze wejściowym.

## Przyroda
W jaskini nie ma nacieków. Na ścianach rosną glony, porosty i mchy.

## Historia odkryć
Jaskinia była prawdopodobnie znana od dawna, gdyż jej otwór widać ze schroniska w Dolinie Pięciu Stawów Polskich. Pierwszy plan i opis jaskini sporządził T. Zwijacz-Kozica przy pomocy B. Zwijacza-Kozicy w 1998 roku.